# Nikola Pejović
Nikola Pejović (serbisch-kyrillisch Никола Пејовић; * 22. September 1998 in Belgrad) ist ein serbischer Fußballspieler.

## Karriere

### Verein
Pejović begann seine Karriere beim FK Zemun. In der Winterpause der Saison 2013/14 wechselte er zum FK Roter Stern Belgrad. Im Januar 2017 kehrte er zu Zemun zurück, das ihn jedoch direkt nach Italien an den FC Empoli verlieh. Von Empoli wurde er zur Saison 2017/18 fest unter Vertrag genommen. Im August 2017 stand er gegen Ternana Calcio auch erstmals im Profikader von Empoli, für das er jedoch zu keinem Einsatz kommen sollte. Mit dem Verein stieg er am Saisonende in die Serie A auf.
Im Januar 2019 wurde er an den Drittligisten US Pistoiese verliehen. Nach drei Spieltagen bei Pistoiese, in denen Pejović lediglich auf der Bank gesessen war, wurde er im Februar 2019 nach Kroatien an den Erstligisten NK Rudeš weiterverliehen. Sein Debüt in der 1. HNL gab er im April 2019 gegen Lokomotiva Zagreb. Im Mai 2019 erzielte er bei einem 3:0-Sieg gegen Inter Zaprešić sein erstes Tor in der höchsten kroatischen Spielklasse. Mit Rudeš stieg er zu Saisonende als Tabellenletzter aus der 1. HNL ab.
Nach dem Ende der Leihe kehrte er nicht mehr nach Empoli zurück, sondern blieb in Kroatien und wechselte zur Saison 2019/20 zu Lokomotiva Zagreb. Dort kam er allerdings in der folgenden Spielzeit nur zu einem Pokaleinsatz. Zur Saison 2020/21 wurde er an den österreichischen Bundesligisten FC Admira Wacker Mödling verliehen. Bei der Admira spielte er jedoch gar keine Rolle und stand nie im Spieltagskader. Daraufhin wurde die Leihe im Dezember 2020 vorzeitig beendet. Im Sommer 2021 wechselte er dann, noch immer ohne weiteren Einsatz für Lok, zum serbischen Erstligisten FK Proleter Novi Sad

### Nationalmannschaft
Pejović spielte zwischen 2013 und 2014 zweimal für die serbische U-16-Auswahl und von Oktober 2014 bis März 2015 kam er zu sechs Einsätzen für die U-17-Mannschaft.